# George Oliver
Pour les articles homonymes, voir Oliver.
George Charles Oliver  (18 janvier 1883 - Tampa, Floride, 20 août 1965) est un golfeur américain. En 1904, il remporta une médaille de bronze en golf aux Jeux olympiques de St. Louis, dans la catégorie par équipe. 